# Edgardo Aroldo Otero
Edgardo Aroldo Otero (19 de octubre de 1927; San Cristóbal, Santa Fe-23 de abril de 2021) fue un oficial naval argentino que ejerció funciones durante la Proceso de Reorganización Nacional y tuvo participación en la guerra de las Malvinas de 1982.

## Biografía

### Inicios
Edgardo Aroldo Otero nació el 19 de octubre de 1927 en la localidad de San Cristóbal, provincia de Santa Fe, Argentina. Es hijo de Arsenio Otero y Magdalena Fontana.

### Carrera militar
Entre el 23 de enero y el 26 de diciembre de 1980 Otero fue director de la Escuela de Mecánica de la Armada y jefe de la Región Naval Buenos Aires.
Entre el 26 de diciembre de 1980 y el 1 de febrero de 1982 fue subjefe del Estado Mayor General de la Armada (EMGA).
Entre abril y junio de 1982 fue comandante de la Agrupación Armada Malvinas, que pertenecía a la Guarnición Militar Malvinas.
Entre el 14 de julio y el 29 de diciembre de 1982 fue jefe III-Operaciones del EMGA.
Pasó a retiro voluntario el 1 de junio de 1984.
En 2015, la justicia encontró a Otero culpable de la apropiación de un niño menor de edad. El oficial recibió una condena de siete años de prisión.
Falleció el 23 de abril de 2021.